# نانسي ياسين
نانسي ياسين إعلامية لبنانية.

## مشوارها المهني

### انطلاقتها مع ام تي في اللبنانية
بعدما أنهت دراستها الجامعية تلقت عرض من محطة إم تي في اللبنانية التي كانت حديثة آنذاك عام 1997، قدمت هناك العديد من البرامج الشبابية والفنية لحين إغلاق قناة إم تي في اللبنانية بأمر من الحكومة اللبنانية.

### انتقالها لإيه آر تي الموسيقى وروتانا
عرضت عليها حينها الإعلامية هلا المر، مُديرة البرامج في قناة إيه آر تي الموسيقى العمل معها. انضمت لأسرة العاملين شبكة راديو وتلفزيون العرب.
في أغسطس 2003، قام الوليد بن طلال بشراء إيه آر تي الموسيقى وتحويلها إلى روتانا موسيقى حيث بدأت بتقديم برنامجين حتى عام 2007.

### مع إم بي سي
في نفس عام 2003، توجهت إلى قناة إم بي سي 1 لتقدم برنامج مسابقات في مصر بمشاركة الإعلامية نجلاء بدر.

### مع إل بي سي
عادت في عام 2010، للعمل في قناة إل بي سي من خلال برنامج رمضاني بمشاركة عفاف دمعة
عام 2012، بدأت بتقديم المجلة المنوعة في بيروت مع غنى أميوني بلال العربي وساشا دحدوح، في 7 فبراير 2016 تغير اسم البرنامج إلى ب LIVE وعاد بحلة جديدة مختلفة مع نفس الزملاء

## البرامج التي قدمتها
| البرنامج        | عرض على            | العام              |
| --------------- | ------------------ | ------------------ |
| أغاني أغاني     | إم تي في اللبنانية | 1997-2001          |
| طلوب تمنى       | إم تي في اللبنانية | 1997-2001          |
| @إم تي في       | إم تي في اللبنانية | 1997-1999          |
| ميوزك ماغ       | إيه آر تي الموسيقى | 2003               |
| ليالي عيد الفطر | إيه آر تي الموسيقى | 2003               |
| طلبها واسمعها   | إيه آر تي الموسيقى | 2003-2002          |
| ليالي رمضان     | إيه آر تي الموسيقى | 2003               |
| روتانا كافيه    | روتانا موسيقى      | 2004               |
| 60 دقيقة        | روتانا موسيقى      | 2004-2006          |
| شبيك لبيك       | روتانا موسيقى      | 2004-2006          |
| الخزنة          | إم بي سي 1         | 2007               |
| الحياة حلوة     | قناة الراي         | 2008               |
| ألو مين         | إل بي سي           | رمضان 2010-2011    |
| بِـ بيروت        | إل بي سي           | 2012-28 يناير 2016 |
| بِـ LIVE         | إل بي سي           | 7-فبراير 2016-2017 |
| عرب وود         | روتانا             | 2023               |

## التمثيل
- 2009: مسلسل جمر الغضا
- 2009: مسلسل بلقيس
- 2013: فيلم 24 ساعة حب

### فيديو كليب
- 2019: السنة سنتي مع الفنان عامر زيان[5]